# Fußball-Bundesliga/Rekorde/SV Darmstadt 98
Der Artikel Fußball-Bundesliga/Rekorde/SV Darmstadt 98 listet die vereinsspezifischen Rekorde des SV Darmstadt 98 auf, die mit Bezug auf die Zugehörigkeit zur deutschen Fußball-Bundesliga gehalten werden.
Der Verein ist aktuell kein Bundesligist (Stand: Saison 2025/26).

Siehe auch: 

## Vorbemerkung
Es besteht eine Unterteilung zwischen Positiv- und Negativrekorden sowie vereinsinternen Bestmarken. Weitere Rekorde, die dem Verein nicht zuzuordnen sind, werden im Hauptartikel unter „Allgemein“ gelistet. Dort bestehen zudem die Rubriken „Trainerspezifische Rekorde“, „Schiedsrichterspezifische Rekorde“ sowie „Sonstige Rekorde“. Es besteht außerdem die Möglichkeit „In nächster Zeit möglicherweise fallende Bestmarken“ im unteren Bereich der Hauptseite festzuhalten, bzw. die neuen Rekorde an die passenden Stellen einzusortieren. Wenn möglich, wird zu einem Positivrekord auch der Negativrekord als Gegenstück gelistet (und andersrum). Die Liste erhebt keinen Anspruch auf Vollständigkeit.

## SV Darmstadt 98
Aktuelle Platzierung in der Ewigen Tabelle der Fußball-Bundesliga: Platz 41 von 58 (Stand: 34. Spieltag 2024/25)

### Negativrekorde
- Trainer, der die meisten Spiele in Folge sieglos blieb: Torsten Lieberknecht (22 Spiele, vom 8. bis 29. Spieltag 2023/24, Stand: 17. Spieltag 2024/25)[1][2][3]
- Verein war innerhalb von zwei aufeinanderfolgenden Spieltagen an folgenden Spielen und somit Rekorden beteiligt.
  - meiste gelbe Karten in nur einer Halbzeit vergeben: Harm Osmers (9 gelbe Karten, in der 2. Halbzeit, beim 1:3 zwischen Darmstadt 98 und RB Leipzig, am 8. Spieltag 2023/24; in der 1. Halbzeit gab es keine Karte; es gab keinen Platzverweis im Spiel)[4][5]
    - Fabian Holland (47. Minute, D98)
    - Christoph Klarer (49. Minute, D98)
    - Fabian Nürnberger (60. Minute, D98)
    - David Raum (63. Minute, RBL)
    - Tim Skarke (67. Minute, D98)
    - Matej Maglica (68. Minute, D98)
    - Loïs Openda (68. Minute, RBL)
    - Jannik Müller (71. Minute, D98)
    - Kevin Kampl (79. Minute, RBL)

  - meiste glatt rote Karten in einer Halbzeit vergeben: Martin Petersen (3 rote Karten, 1. Halbzeit, beim 8:0 zwischen dem FC Bayern und Darmstadt 98, bis zur Halbzeit stand es 0:0, 9. Spieltag 2023/24) Die 2. Halbzeit erfolgte ohne Platzverweis.[6]
    - Joshua Kimmich (FCB, 4. Minute)
    - Klaus Gjasula (D98, 21. Minute)
    - Matej Maglica (D98, 41. Minute)
      - auch meiste Platzverweise in einer 1. Halbzeit[7]

### Vereinsintern
- Rekordspieler: Fabian Holland (67 Einsätze, Stand: Saisonende 2023/24)[8]
- Rekordtorhüter: Dieter Rudolf (58 Einsätze, Stand: Saisonende 2023/24)[8]
- Rekordtorschütze: Peter Cestonaro (21 Tore)[9]
- ältester Spieler: Tobias Kempe (34 Jahre, 165 Tage, Stand: 9. Dezember 2023)[10]
- jüngster Torschütze: Oscar Vilhelmsson (19 Jahre und 335 Tage, gegen Bayer Leverkusen am 3. Spieltag 2023/24, als erster Teenager, Stand: 3. Spieltag 2023/24)[11][12]
- ältester Torschütze: Tobias Kempe (34 Jahre und 102 Tage, am 7. Oktober 2023, Stand: 7. Oktober 2023)[13]
- ältester Debütant: Łukasz Załuska (33 Jahre und 333 Tage, am 14. Mai 2016)[14]
- meiste Tore in einem Spiel erzielt: 4 (beim 4:2-Sieg über Werder Bremen am 6. Spieltag 2023/24)[15]
- meiste Tore nach 7 Spieltagen: 12 (2023/24)[16]
- meiste Spiele in Folge, in denen Darmstadt ein Strafstoß zugesprochen wurde: 3 (6. bis 8. Spieltag 2023/24, alle 3 wurden von Tobias Kempe verwandelt)[4]
  - damit traf er an den meisten aufeinanderfolgenden Spieltagen: 3 (gelang bislang 3 Spielern, Stand: 10. Spieltag 2023/24)[17]
    - Tobias Kempe (2023/24)
    - Bodo Mattern (1981/82)
    - Sandro Wagner (2×, in der Saison 2015/16)
- meiste Gegentreffer in einer Saison: 86 (2023/24, Stand: Saisonende 2023/24)[18][19][20]
- meiste Tore in nur einer Halbzeit kassiert: 8 (2. Halbzeit bei der 8:0-Niederlage beim FC Bayern, am 9. Spieltag 2023/24)[21][7][17][22]
  - auch meiste Tore in einem Spiel kassiert: 8 (bei der 8:0-Niederlage beim FC Bayern, am  9. Spieltag 2023/24)[7]
- die schnellsten 5 Tore in einem Spiel kassiert: nach 29 Minuten (bei der 0:6-Heimniederlage gegen den FC Augsburg, am 24. Spieltag 2023/24)[23][24]
- meiste Siege im Duell mit einem anderen Gegner: 4 (gegen den VfL Bochum, Stand: 9. Spieltag 2023/24)[25]
- meiste Gegentore nach 10 Spieltagen: 32 (2023/24)[26]
- meiste Gegentore nach 14 Spieltagen: 37 (2023/24)[10]
- meiste Gegentore nach 16 Spieltagen: 41 (2023/24)[27]
- höchster Sieg: 3:0 (2×)[28]
  - gegen Werder Bremen (1979)
  - gegen den SC Freiburg (29. April 2017)
- meiste Heimspiele in Folge ohne Torerfolg: 5 (2016/17)[29]
- meiste Spiele in Folge ohne Sieg: 22 (8. bis 29. Spieltag 2023/24, Stand: Saisonende 2023/24)[1][30][31][32][3]
- schlechteste Bilanz nach 28 Spieltagen: 14 Punkte (2 Siege und 8 Unentschieden, 2023/24, Stand: 28. Spieltag 2023/24)[33]
- meiste Heimniederlagen in Folge: 7 (letzte 7 Heimspiele 2023/24, laufend, jedoch zunächst abgestiegen, Stand: Saisonende 2023/24)[34]
- Trainer mit den meisten Heimniederlagen in Folge: Torsten Lieberknecht (7, laufend, jedoch zunächst abgestiegen, Stand: Saisonende 2023/24)[34]
- meiste Heimniederlagen innerhalb einer Saison: 13 (2023/24, Rekordwert nach 14 von 17 Heimspielen gebrochen, Stand: Saisonende 2023/24)[24]
- meiste Spielerwechsel in der Startelf von einem Spieltag zum nächsten: 7 (vom 24. zum 25. Spieltag 2023/24, gegen RB Leipzig, Stand: Saisonende 2023/24)[35]
- frühester 0:2-Rückstand: 6. Spielminute (gegen die TSG Hoffenheim, 33. Spieltag 2023/24)[34]